# Leverton
Leverton är en ort och civil parish i Storbritannien.   Den ligger i grevskapet Lincolnshire och riksdelen England, i den sydöstra delen av landet, 170 km norr om huvudstaden London. Leverton ligger 4 meter över havet och antalet invånare är 668.
Terrängen runt Leverton är mycket platt. Havet är nära Leverton åt sydost.  Närmaste större samhälle är Boston, 7,8 km väster om Leverton. 